# Dominic Salomon
Dominic Salomon (* 16. April 1992) ist ein deutscher Volleyballspieler.

## Karriere
Salomon begann seine Karriere beim TB Emmendingen. Von dort wechselte er zur FT 1844 Freiburg. In Freiburg wurde er zunächst drei Jahre lang in der zweiten Mannschaft eingesetzt, bevor er mit dem Verein in der Zweiten Liga Süd spielte. Mit den Freiburgern schaffte Salomon in der Saison 2022/23 als Tabellenzweiter den Aufstieg in die erste Liga. Freiburg erreichte das Viertelfinale im DVV-Pokal 2023/24, verpasste aber als Tabellenzehnter der Bundesliga-Saison die Playoffs. Nach der Saison beendete er seine Karriere im Profi-Volleyball.